# Élections législatives gilbertines de 2015-2016
Des élections législatives se sont déroulées aux Kiribati les 30 décembre 2015 (premier tour) et 7 janvier 2016 (second tour), à l'issue d'une législature de quatre ans. Il s'agit d'élire quarante-quatre des quarante-six députés de la XIe législature de la Maneaba ni Maungatabu, l'assemblée législative monocamérale. Les législatives sont suivies d'une élection présidentielle, en mars 2016, également au suffrage universel.

## Système électoral
Le pays est divisé en vingt-trois circonscriptions électorales, dont quatre élisant un député, et les autres deux ou trois députés. Dans chaque circonscription, un électeur peut voter pour autant de candidats qu'il y a de sièges. L'élection est à deux tours, si nécessaire. Un candidat est élu au premier tour s'il obtient une majorité absolue des voix. Sinon, un second tour est organisé, normalement une semaine plus tard. S'il y a un siège à pourvoir, les trois candidats arrivés en tête au premier tour accèdent au second. S'il y a deux sièges à pourvoir, il peut y avoir quatre candidats au second tour ; et s'il y a trois sièges, cinq candidats,.
Par ailleurs, les Banabiens d'origine (citoyens gilbertins) résidant à Rabi, aux Fidji, ont également un représentant, non pas élu mais nommé par le Conseil de Rabi. Le quarante-sixième député est l'Attorney General (le procureur général de la République), qui siège ex officio à moins qu'il ne soit élu député par ailleurs,.

## Partis et candidats
Il y a trois partis politiques représentés au Parlement dans la législature sortante. Le Boutokaan te koaua (Piliers de la vérité) est le parti du gouvernement et du président Anote Tong, disposant de vingt-huit sièges. Le principal mouvement d'opposition est le Parti de la coalition unie (Karikirakean Te I-Kiribati), regroupant le parti Maneaban te mauri (Protégeons la Maneaba) et le parti Kiribati tabomoa ; il dispose de onze sièges. Le parti Maurin Kiribati a cinq sièges, tandis que trois députés siègent sans étiquette.
Néanmoins, aux Kiribati, les partis politiques n'ont pas une importance primordiale. Ce sont « des regroupements lâches plutôt que des blocs disciplinés ; ils ont peu ou pas de structure. Un député peut changer d’allégeance plusieurs fois au cours de son mandat. Il est courant aussi que les députés votent selon les intérêts particuliers de leurs électeurs sur certaines questions ».
À la suite de campagnes d'information et d'incitation de la part de la Commission électorale, dix-huit femmes se présentent comme candidates, contre seulement cinq en 2011. Il y a 133 candidats au total.

## Résultats
Les élections marquent un relatif renouvellement de la classe politique. Vingt-deux sièges sont remportés par des candidats qui ne sont pas des députés sortants. La nouvelle assemblée compte trois femmes : Teima Onorio (vice-présidente de la République sortante), Tangariki Reete (députée d'opposition sortante), et Shiu Fung Kamho (nouvelle députée).
À l'issue du scrutin, les partis Karikirakean Te I-Kiribati et Maurin Kiribati fusionnent, leurs députés s'assemblant pour former le Parti Tobwaan Kiribati. 

### Résultats d'ensemble
La composition du Parlement lorsqu'il siège à la suite de ces élections, et à la suite de la fusion des deux partis d'opposition, est la suivante. Le BTK conserve ainsi sa majorité d'ensemble.
| Parti | Parti                                          | Résultat  | +/- |
| ----- | ---------------------------------------------- | --------- | --- |
|       | BTK                                            | 26 sièges | - 2 |
|       | Parti Tobwaan Kiribati (KTK + Maurin Kiribati) | 19 sièges |     |

### Par circonscription
Les résultats seraient les suivants (à confirmer), :

#### Makin
| Député sortant | Député sortant | Parti | Fonctions            | Sortant se représente ? | Élu | Élu         | Parti |
| -------------- | -------------- | ----- | -------------------- | ----------------------- | --- | ----------- | ----- |
|                | James Taom     | KTK   |                      | oui                     |     | James Taom  | KTK   |
|                | Pinto Katia    | BTK   | ministre du Commerce | oui                     |     | Pinto Katia | BTK   |

unique tour :
| Candidat        | Voix | Pourcentage | Changement par rapport à 2011 | Résultat |
| --------------- | ---- | ----------- | ----------------------------- | -------- |
| James Taom      | 744  |             |                               | réélu    |
| Pinto Katia     | 646  |             |                               | réélu    |
| Baraniko Ibeata | 204  |             |                               |          |
| Karea Baireti   | 88   |             |                               |          |

#### Butaritari
| Député sortant | Député sortant  | Parti | Fonctions                                                         | Sortant se représente ? | Élu | Élu            | Parti |
| -------------- | --------------- | ----- | ----------------------------------------------------------------- | ----------------------- | --- | -------------- | ----- |
|                | Alexander Teabo | KTK   |                                                                   |                         |     | Alexanda Teabo | KTK   |
|                | Tinian Reiher   | BTK   | ministre des Pêcheries et du Développement des ressources marines |                         |     | Tinian Reiher  | BTK   |

unique tour :
| Candidat       | Voix  | Pourcentage | Changement par rapport à 2011 | Résultat |
| -------------- | ----- | ----------- | ----------------------------- | -------- |
| Alexanda Teabo | 1 185 |             |                               | réélu    |
| Tinian Reiher  | 1 090 |             |                               | réélu    |
| Tikau Tamaere  | 416   |             |                               |          |

#### Marakei
| Député sortant | Député sortant   | Parti | Fonctions | Sortant se représente ? | Élu | Élu              | Parti |
| -------------- | ---------------- | ----- | --------- | ----------------------- | --- | ---------------- | ----- |
|                | Patrick Tatireta | BTK   |           | oui                     |     | Iotebwa Tebau    |       |
|                | Rutiano Benetito | MK    |           | oui                     |     | Ruateki Tekaiara |       |

1er tour :
| Candidat         | Voix | Pourcentage | Changement par rapport à 2011 | Résultat   |
| ---------------- | ---- | ----------- | ----------------------------- | ---------- |
| Iotebwa Tebau    | 672  |             |                               | élu        |
| Ruateki Tekaiara | 378  |             |                               | ballottage |
| Patrick Tatireta | 359  |             |                               | ballotage  |
| Temate Ereateiti | 345  |             |                               | ballotage  |
| Kamatie Kautu    | 214  |             |                               |            |
| Rutiano Benetito | 194  |             |                               | battu      |
| Dephew Kanono    | 131  |             |                               |            |
| Kantera Tebwebwe | 11   |             |                               |            |

2d tour :
| Candidat         | Voix | Pourcentage | Changement par rapport à 2011 | Résultat |
| ---------------- | ---- | ----------- | ----------------------------- | -------- |
| Ruateki Tekaiara | 470  |             |                               | élu      |
| Patrick Tatireta | 445  |             |                               | battu    |
| Temate Ereateiti | 404  |             |                               |          |

#### Abaiang
| Député sortant | Député sortant  | Parti | Fonctions            | Sortant se représente ? | Élu | Élu           | Parti |
| -------------- | --------------- | ----- | -------------------- | ----------------------- | --- | ------------- | ----- |
|                | Teatao Teannaki | BTK   |                      | oui                     |     | Teuea Toatu   |       |
|                | Tetaake Kwong   | BTK   |                      | oui                     |     | Tekena Tiiroa |       |
|                | Kautu Tenaua    | BTK   | ministre de la Santé | oui                     |     | Kautu Tenaua  | BTK   |

1er tour :
| Candidat          | Voix  | Pourcentage | Changement par rapport à 2011 | Résultat  |
| ----------------- | ----- | ----------- | ----------------------------- | --------- |
| Kautu Tenaua      | 1 129 |             |                               | réélu     |
| Teuea Toatu       | 936   |             |                               | ballotage |
| Teatao Teannaki   | 916   |             |                               | ballotage |
| Tekena Tiroa      | 711   |             |                               | ballotage |
| Tetaake Kwong     | 662   |             |                               | ballotage |
| Bwenata Baukin    | 194   |             |                               |           |
| Tooma Moote       | 117   |             |                               |           |
| Uakerita Kanoanie | 83    |             |                               |           |

2d tour :
| Candidat        | Voix | Pourcentage | Changement par rapport à 2011 | Résultat |
| --------------- | ---- | ----------- | ----------------------------- | -------- |
| Tekena Tiiroa   | 949  |             |                               | élu      |
| Teuea Toatu     | 882  |             |                               | élu      |
| Teatao Teannaki | 858  |             |                               | battu    |
| Tetaake Kwong   | 819  |             |                               | battu    |

#### Tarawa-Nord
| Député sortant | Député sortant        | Parti | Fonctions           | Sortant se représente ? | Élu | Élu             | Parti |
| -------------- | --------------------- | ----- | ------------------- | ----------------------- | --- | --------------- | ----- |
|                | Nabuti Mwemwenikarawa | MK    |                     | oui                     |     | Atarake Nataara |       |
|                | Boutu Bateriki        | BTK   | ministre du Travail | oui                     |     | Boutu Bateriki  | BTK   |
|                | Inatio Tanentoa       | KTK   |                     | oui                     |     | Emile Schutz    |       |

1er tour :
| Candidat              | Voix  | Pourcentage | Changement par rapport à 2011 | Résultat  |
| --------------------- | ----- | ----------- | ----------------------------- | --------- |
| Boutu Bateriki        | 1 181 |             |                               | ballotage |
| Nabuti Mwemwenikarawa | 865   |             |                               | ballotage |
| Emile Schutz          | 851   |             |                               | ballotage |
| Atarake Nataara       | 774   |             |                               | ballotage |
| Baraam Tetaeka        | 679   |             |                               | ballotage |
| Inatio Tanentoa       | 562   |             |                               | battu     |
| Henry Kaake           | 66    |             |                               |           |

2d tour : 
| Candidat              | Voix  | Pourcentage | Changement par rapport à 2011 | Résultat |
| --------------------- | ----- | ----------- | ----------------------------- | -------- |
| Boutu Bateriki        | 1 318 |             |                               | réélu    |
| Emile Schutz          | 1 020 |             |                               | élu      |
| Atarake Nataara       | 1 012 |             |                               | élu      |
| Nabuti Mwemwenikarawa | 775   |             |                               | battu    |
| Baraam Tetaeka        | 707   |             |                               |          |

#### Tarawa-Sud
| Député sortant | Député sortant | Parti | Fonctions                                             | Sortant se représente ? | Élu | Élu              | Parti |
| -------------- | -------------- | ----- | ----------------------------------------------------- | ----------------------- | --- | ---------------- | ----- |
|                | Teburoro Tito  | KTK   |                                                       | oui                     |     | Teburoro Tito    | KTK   |
|                | Maere Tekanene | BTK   | ministre de l'Éducation, de la Jeunesse et des Sports | oui                     |     | Shiu Fung Kam-ho |       |
|                | Mareko Tofinga | KTK   |                                                       | oui                     |     | Kourabi Nenem    |       |

1er tour :
| Candidat           | Voix  | Pourcentage | Changement par rapport à 2011 | Résultat  |
| ------------------ | ----- | ----------- | ----------------------------- | --------- |
| Teburoro Tiito     | 4 033 |             |                               | ballotage |
| Shiu Fung Kam-ho   | 3 495 |             |                               | ballotage |
| Kourabi Nenem      | 3 281 |             |                               | ballotage |
| Arobati Teewe      | 3 167 |             |                               | ballotage |
| Maere Tekanene     | 1 752 |             |                               | ballotage |
| Teweiariki Teaero  | 881   |             |                               |           |
| Bantarawa Ietimeta | 646   |             |                               |           |
| Tiiroa Roneti      | 612   |             |                               |           |
| Maria Kaiboia      | 553   |             |                               |           |
| Teramweai Itinraoi | 462   |             |                               |           |
| Mareko Tofinga     | 434   |             |                               | battu     |
| Rabaere Matai      | 266   |             |                               |           |
| Paul Tatireta      | 85    |             |                               |           |

2d tour :
| Candidat         | Voix  | Pourcentage | Changement par rapport à 2011 | Résultat |
| ---------------- | ----- | ----------- | ----------------------------- | -------- |
| Shiu Fung Kam-ho | 4 553 |             |                               | élue     |
| Teburoro Tiito   | 4 520 |             |                               | réélu    |
| Kourabi Nenem    | 4 254 |             |                               | élu      |
| Arobati Teewe    | 3 798 |             |                               |          |
| Maere Tekanene   | 1 885 |             |                               | battu    |

#### Betio
| Député sortant | Député sortant  | Parti | Fonctions | Sortant se représente ? | Élu | Élu             | Parti |
| -------------- | --------------- | ----- | --------- | ----------------------- | --- | --------------- | ----- |
|                | Ioteba Redfern  | MK    |           | oui                     |     | Ioteba Redfern  | MK    |
|                | Tangariki Reete | MK    |           | oui                     |     | Tangariki Reete | MK    |
|                | Martin Tofinga  | BTK   |           | oui                     |     | Tebao Awerika   |       |

1er tour :
| Candidat         | Voix  | Pourcentage | Changement par rapport à 2011 | Résultat  |
| ---------------- | ----- | ----------- | ----------------------------- | --------- |
| Tangariki Reete  | 2 108 |             |                               | ballotage |
| Tebao Awerika    | 1 948 |             |                               | ballotage |
| Ioteba Redfern   | 1 500 |             |                               | ballotage |
| Martin Tofinga   | 1 320 |             |                               | ballotage |
| Romano Reo       | 1 200 |             |                               | ballotage |
| Meaua Betiota    | 947   |             |                               |           |
| Teurakai Ukenio  | 511   |             |                               |           |
| Babera Taobura   | 481   |             |                               |           |
| Kianteata Teabo  | 440   |             |                               |           |
| Taua Eritai      | 69    |             |                               |           |
| Mautaake Tannang | 42    |             |                               |           |

2d tour :
| Candidat        | Voix  | Pourcentage | Changement par rapport à 2011 | Résultat |
| --------------- | ----- | ----------- | ----------------------------- | -------- |
| Tangariki Reete | 2 326 |             |                               | réélue   |
| Tebao Awerika   | 2 190 |             |                               | élu      |
| Ioteba Redfern  | 2 076 |             |                               | réélu    |
| Martin Tofinga  | 1 704 |             |                               | battu    |
| Romano Reo      | 1 366 |             |                               |          |

#### Maiana
| Député sortant | Député sortant  | Parti          | Fonctions                  | Sortant se représente ? | Élu | Élu           | Parti |
| -------------- | --------------- | -------------- | -------------------------- | ----------------------- | --- | ------------- | ----- |
|                | Anote Tong      | BTK            | président de la République | non                     |     | David Collins |       |
|                | Teiwaki Areieta | sans étiquette |                            | non                     |     | Kaure Baabo   |       |

1er tour :
| Candidat       | Voix | Pourcentage | Changement par rapport à 2011 | Résultat  |
| -------------- | ---- | ----------- | ----------------------------- | --------- |
| David Collins  | 468  |             |                               | ballotage |
| Kaure Baabo    | 425  |             |                               | ballotage |
| Tioera Baitika | 313  |             |                               | ballotage |
| Miire Raieta   | 248  |             |                               | ballotage |
| Vincent Tong   | 224  |             |                               |           |
| Aukitino Ioane | 190  |             |                               |           |
| Torote Kauongo | 35   |             |                               |           |

2d tour :
| Candidat       | Voix | Pourcentage | Changement par rapport à 2011 | Résultat |
| -------------- | ---- | ----------- | ----------------------------- | -------- |
| David Collins  |      |             |                               | élu      |
| Kaure Baabo    |      |             |                               | élu      |
| Tioera Baitika |      |             |                               |          |
| Miire Raieta   |      |             |                               |          |

#### Kuria
| Député sortant | Député sortant | Parti | Fonctions                                            | Sortant se représente ? | Élu | Élu            | Parti |
| -------------- | -------------- | ----- | ---------------------------------------------------- | ----------------------- | --- | -------------- | ----- |
|                | Tom Murdoch    | BTK   | ministre des Finances et du Développement économique | oui                     |     | Banuera Berina |       |

unique tour :
| Candidat         | Voix | Pourcentage | Changement par rapport à 2011 | Résultat |
| ---------------- | ---- | ----------- | ----------------------------- | -------- |
| Banuera Berina   | 415  |             |                               | élu      |
| Tom Murdoch      | 385  |             |                               | battu    |
| Matang Tekitanga | 19   |             |                               |          |

#### Aranuka
| Député sortant | Député sortant | Parti | Fonctions | Sortant se représente ? | Élu | Élu           | Parti |
| -------------- | -------------- | ----- | --------- | ----------------------- | --- | ------------- | ----- |
|                | Martin Moreti  | MK    |           | oui                     |     | Tianeti Ioane | BTK   |

1er tour :
| Candidat         | Voix | Pourcentage | Changement par rapport à 2011 | Résultat  |
| ---------------- | ---- | ----------- | ----------------------------- | --------- |
| Martin Moreti    | 232  |             |                               | ballotage |
| Tianeti Ioane    | 179  |             |                               | ballotage |
| Riteti Maninraka | 151  |             |                               | ballotage |
| Rine Ueara       | 14   |             |                               |           |
| Bweniita Bename  | 9    |             |                               |           |

2d tour :
| Candidat         | Voix | Pourcentage | Changement par rapport à 2011 | Résultat |
| ---------------- | ---- | ----------- | ----------------------------- | -------- |
| Tianeti Ioane    | 239  |             |                               | élu      |
| Martin Moreti    | 226  |             |                               | battu    |
| Riteti Maninraka | 128  |             |                               |          |

#### Abemama
| Député sortant | Député sortant   | Parti | Fonctions                   | Sortant se représente ? | Élu | Élu              | Parti |
| -------------- | ---------------- | ----- | --------------------------- | ----------------------- | --- | ---------------- | ----- |
|                | Tiarite Kwong    | BTK   | ministre de l'Environnement | oui                     |     | Natan Teewe      |       |
|                | Willie Tokataake | KTK   |                             | oui                     |     | Willie Tokataake | KTK   |

1er tour :
| Candidat         | Voix | Pourcentage | Changement par rapport à 2011 | Résultat  |
| ---------------- | ---- | ----------- | ----------------------------- | --------- |
| Natan Teewe      | 789  |             |                               | élu       |
| Willie Tokataake | 671  |             |                               | ballotage |
| Tiarite Kwong    | 405  |             |                               | ballotage |
| Bonoue Tabaka    | 204  |             |                               | ballotage |
| Kabuaua Uatao    | 109  |             |                               |           |
| Kaewaniti Rutio  | 40   |             |                               |           |

2d tour :
| Candidat         | Voix | Pourcentage | Changement par rapport à 2011 | Résultat |
| ---------------- | ---- | ----------- | ----------------------------- | -------- |
| Willie Tokataake | 596  |             |                               | réélu    |
| Tiarite Kwong    | 513  |             |                               | battu    |
| Bonoue Tabaka    | 253  |             |                               |          |

#### Nonouti
| Député sortant | Député sortant | Parti | Fonctions                    | Sortant se représente ? | Élu | Élu            | Parti |
| -------------- | -------------- | ----- | ---------------------------- | ----------------------- | --- | -------------- | ----- |
|                | Ieremia Tabai  | BTK   |                              | oui                     |     | Ieremia Tabai  | BTK   |
|                | Waysang Kumkee | BTK   | ministre des Travaux publics | oui                     |     | Waysang Kumkee | BTK   |

1er tour :
| Candidat             | Voix | Pourcentage | Changement par rapport à 2011 | Résultat  |
| -------------------- | ---- | ----------- | ----------------------------- | --------- |
| Ieremia Tabai        | 588  |             |                               | ballotage |
| Waysang Kumkee       | 582  |             |                               | ballotage |
| Karuaki Matia        | 361  |             |                               | ballotage |
| Toromoa Katua        | 194  |             |                               | ballotage |
| Kunei Maaka Etekiera | 179  |             |                               |           |

2d tour :
| Candidat       | Voix | Pourcentage | Changement par rapport à 2011 | Résultat |
| -------------- | ---- | ----------- | ----------------------------- | -------- |
| Waysang Kumkee | 628  |             |                               | réélu    |
| Ieremia Tabai  | 611  |             |                               | réélu    |
| Karuaki Matia  | 415  |             |                               |          |
| Toromoa Katua  | 220  |             |                               |          |

#### Tabiteuea-Nord
| Député sortant | Député sortant     | Parti | Fonctions                                                                                        | Sortant se représente ? | Élu | Élu                | Parti |
| -------------- | ------------------ | ----- | ------------------------------------------------------------------------------------------------ | ----------------------- | --- | ------------------ | ----- |
|                | Tetaua Taitai      | KTK   | chef de l'opposition                                                                             | non                     |     | Kobebe Taitai      | KTK   |
|                | Taberannang Timeon | BTK   | ministre des Communications, des Transports, du Tourisme et du Développement des infrastructures |                         |     | Taberannang Timeon | BTK   |

tour unique :
| Candidat           | Voix  | Pourcentage | Changement par rapport à 2011 | Résultat |
| ------------------ | ----- | ----------- | ----------------------------- | -------- |
| Taberannang Timeon | 1 092 |             |                               | réélu    |
| Kobebe Taitai      | 973   |             |                               | élu      |
| Takaria Ubwaitoi   | 390   |             |                               |          |

#### Tabiteuea-Sud
| Député sortant | Député sortant | Parti | Fonctions | Sortant se représente ? | Élu | Élu            | Parti |
| -------------- | -------------- | ----- | --------- | ----------------------- | --- | -------------- | ----- |
|                | Tebuai Uaai    | KTK   |           | oui                     |     | Tiitabu Tabane |       |

| Candidat       | Voix | Pourcentage | Changement par rapport à 2011 | Résultat |
| -------------- | ---- | ----------- | ----------------------------- | -------- |
| Tiitabu Tabane | 437  |             |                               | élu      |
| Tebuai Uaai    | 347  |             |                               | battu    |

#### Onotoa
| Député sortant | Député sortant   | Parti | Fonctions | Sortant se représente ? | Élu | Élu              | Parti |
| -------------- | ---------------- | ----- | --------- | ----------------------- | --- | ---------------- | ----- |
|                | Taneti Maamau    | KTK   |           |                         |     | Taneti Maamau    |       |
|                | Kouraiti Beniato | BTK   |           | oui                     |     | Kouraiti Beniato | BTK   |

1er tour :
| Candidat           | Voix | Pourcentage | Changement par rapport à 2011 | Résultat  |
| ------------------ | ---- | ----------- | ----------------------------- | --------- |
| Taneti Maamau      | 642  |             |                               | réélu     |
| Kouraiti Beniato   | 347  |             |                               | ballotage |
| Baranite Kirata    | 296  |             |                               | ballotage |
| Tetokiraa Kimereti | 90   |             |                               | ballotage |

2d tour :
| Candidat           | Voix | Pourcentage | Changement par rapport à 2011 | Résultat |
| ------------------ | ---- | ----------- | ----------------------------- | -------- |
| Kouraiti Beniato   | 399  |             |                               | réélu    |
| Baranite Kirata    | 312  |             |                               | élu      |
| Tetokiraa Kimereti | 51   |             |                               |          |

#### Beru
| Député sortant | Député sortant   | Parti | Fonctions | Sortant se représente ? | Élu | Élu           | Parti |
| -------------- | ---------------- | ----- | --------- | ----------------------- | --- | ------------- | ----- |
|                | Tetabo Nakara    | KTK   |           | oui                     |     | Tetabo Nakara | KTK   |
|                | Kirabuke Teiaaua | BTK   |           | oui                     |     | England Iuta  |       |

1er tour :
| Candidat            | Voix | Pourcentage | Changement par rapport à 2011 | Résultat  |
| ------------------- | ---- | ----------- | ----------------------------- | --------- |
| England Iuta        | 458  |             |                               | ballotage |
| Tetabo Nakara       | 408  |             |                               | ballotage |
| Batoromaio Kiritian | 366  |             |                               | ballotage |
| Mantaia Kaongotao   | 212  |             |                               | ballotage |
| Tanua Pine          | 191  |             |                               |           |
| Kirabuke Teiaua     | 172  |             |                               | battu     |
| Miika Aram          | 111  |             |                               |           |

2d tour :
| Candidat            | Voix | Pourcentage | Changement par rapport à 2011 | Résultat |
| ------------------- | ---- | ----------- | ----------------------------- | -------- |
| England Iuta        | 574  |             |                               | élu      |
| Tetabo Nakara       | 438  |             |                               | réélu    |
| Batoromaio Kiritian | 398  |             |                               |          |
| Mantaia Kaongotao   | 318  |             |                               |          |

#### Nikunau
| Député sortant | Député sortant   | Parti | Fonctions | Sortant se représente ? | Élu | Élu              | Parti |
| -------------- | ---------------- | ----- | --------- | ----------------------- | --- | ---------------- | ----- |
|                | Rimeta Beniamina | BTK   |           | oui                     |     | Rimeta Beniamina | BTK   |
|                | Mote Terukaio    | BTK   |           | oui                     |     | Tauanei Marea    |       |

tour unique :
| Candidat          | Voix | Pourcentage | Changement par rapport à 2011 | Résultat |
| ----------------- | ---- | ----------- | ----------------------------- | -------- |
| Tauanei Marea     | 479  |             |                               | élu      |
| Rimeta Beniamina  | 468  |             |                               | réélu    |
| Ngutu Awira       | 319  |             |                               |          |
| Tabokai Kiritome  | 121  |             |                               |          |
| Moote Terukaio    | 117  |             |                               | battu    |
| Rakeiti Mackenzie | 72   |             |                               |          |

#### Tamana
| Député sortant | Député sortant | Parti | Fonctions | Sortant se représente ? | Élu | Élu           | Parti |
| -------------- | -------------- | ----- | --------- | ----------------------- | --- | ------------- | ----- |
|                | Matiota Kairo  | BTK   |           | oui                     |     | Matiota Kairo | BTK   |

tour unique :
| Candidat       | Voix | Pourcentage | Changement par rapport à 2011 | Résultat |
| -------------- | ---- | ----------- | ----------------------------- | -------- |
| Matiota Kairo  | 300  |             |                               | réélu    |
| Eriati Kauongo | 103  |             |                               |          |
| Rooti Terubea  | 33   |             |                               |          |

#### Arorae
| Député sortant | Député sortant | Parti | Fonctions                                                                           | Sortant se représente ? | Élu | Élu          | Parti |
| -------------- | -------------- | ----- | ----------------------------------------------------------------------------------- | ----------------------- | --- | ------------ | ----- |
|                | Teima Onorio   | BTK   | vice-présidente de la République ; ministre de l'Intérieur et des Affaires sociales | oui                     |     | Teima Onorio | BTK   |

tour unique :
| Candidat     | Voix | Pourcentage | Changement par rapport à 2011 | Résultat |
| ------------ | ---- | ----------- | ----------------------------- | -------- |
| Teima Onorio | 431  |             |                               | réélue   |
| Taing Ataia  | 36   |             |                               |          |

#### Kiritimati
| Député sortant | Député sortant  | Parti          | Fonctions                                                         | Sortant se représente ? | Élu | Élu             | Parti |
| -------------- | --------------- | -------------- | ----------------------------------------------------------------- | ----------------------- | --- | --------------- | ----- |
|                | Tawita Temoku   | BTK            | ministre du Développement des îles de la Ligne et des îles Phœnix | oui                     |     | Mikarite Temari |       |
|                | Jacob Teem      | sans étiquette |                                                                   | oui                     |     | Jacob Teem      |       |
|                | Kirata Temamaka | BTK            |                                                                   | oui                     |     | Kirata Temamaka |       |

1er tour :
| Candidat        | Voix  | Pourcentage | Changement par rapport à 2011 | Résultat  |
| --------------- | ----- | ----------- | ----------------------------- | --------- |
| Mikarite Temari | 1 551 |             |                               | élu       |
| Kirata Temamaka | 1 295 |             |                               | ballotage |
| Jacob Teem      | 1 003 |             |                               | ballotage |
| Tawita Temoku   | 554   |             |                               | ballotage |
| Wiriki Tooma    | 289   |             |                               | ballotage |
| Katevea Taoaba  | 283   |             |                               |           |
| Kiang Shiu      | 275   |             |                               |           |
| Tarere Ataia    | 222   |             |                               |           |
| Naboreon Reo    | 126   |             |                               |           |
| Timan Kaiteie   | 118   |             |                               |           |
| Anami Raiati    | 110   |             |                               |           |
| Tureta Baniera  | 85    |             |                               |           |
| Teekua Tooma    | 75    |             |                               |           |

2d tour :
| Candidat        | Voix  | Pourcentage | Changement par rapport à 2011 | Résultat |
| --------------- | ----- | ----------- | ----------------------------- | -------- |
| Kirata Temamaka | 1 648 |             |                               | réélu    |
| Jacob Teem      | 1 507 |             |                               | réélu    |
| Tawita Temoku   | 727   |             |                               | battu    |
| Wiriki Tooma    | 647   |             |                               |          |

#### Tabuaeran
| Député sortant | Député sortant    | Parti          | Fonctions | Sortant se représente ? | Élu | Élu               | Parti |
| -------------- | ----------------- | -------------- | --------- | ----------------------- | --- | ----------------- | ----- |
|                | Tekiau Aretaateta | BTK            |           | oui                     |     | Tekiau Aretaateta | BTK   |
|                | Teetan Mweretaka  | sans étiquette |           | oui                     |     | Tewaaki Kobwae    |       |

1er tour :
| Candidat         | Voix | Pourcentage | Changement par rapport à 2011 | Résultat  |
| ---------------- | ---- | ----------- | ----------------------------- | --------- |
| Tekiau Aretateta | 735  |             |                               | réélu     |
| Tewaaki Kobwae   | 351  |             |                               | ballotage |
| Tetan Mweretaka  | 254  |             |                               | ballotage |
| Bauro Kaneti     | 190  |             |                               | ballotage |
| Tyrone Orme      | 172  |             |                               |           |
| Kokoria Arioka   | 79   |             |                               |           |

2d tour :
| Candidat        | Voix | Pourcentage | Changement par rapport à 2011 | Résultat |
| --------------- | ---- | ----------- | ----------------------------- | -------- |
| Tewaaki Kobwae  | 342  |             |                               | élu      |
| Tetan Mweretaka | 330  |             |                               | battu    |
| Bauro Kaneti    | 250  |             |                               |          |

#### Teraina
| Député sortant | Député sortant      | Parti | Fonctions | Sortant se représente ? | Élu | Élu                | Parti |
| -------------- | ------------------- | ----- | --------- | ----------------------- | --- | ------------------ | ----- |
|                | Rereao Tetaake Eria | KTK   |           | oui                     |     | Uriam Tirae Iabeta |       |

1er tour :
| Candidat           | Voix | Pourcentage | Changement par rapport à 2011 | Résultat  |
| ------------------ | ---- | ----------- | ----------------------------- | --------- |
| Uriam Tirae        | 352  |             |                               | ballotage |
| Rereao Tetaake     | 263  |             |                               | ballotage |
| Johnny Moote       | 159  |             |                               | ballotage |
| Taam Anre          | 16   |             |                               |           |
| Erekannang Terakau | 11   |             |                               |           |

2d tour :
| Candidat       | Voix | Pourcentage | Changement par rapport à 2011 | Résultat |
| -------------- | ---- | ----------- | ----------------------------- | -------- |
| Uriam Tirae    |      |             |                               | élu      |
| Rereao Tetaake |      |             |                               | battu    |
| Johnny Moote   |      |             |                               |          |

#### Banaba
| Député sortant | Député sortant | Parti | Fonctions | Sortant se représente ? | Élu | Élu             | Parti |
| -------------- | -------------- | ----- | --------- | ----------------------- | --- | --------------- | ----- |
|                | Waqa Kirite    | ?     |           | oui                     |     | Tibanga Taratai |       |

unique tour :
| Candidat        | Voix | Pourcentage | Changement par rapport à 2011 | Résultat |
| --------------- | ---- | ----------- | ----------------------------- | -------- |
| Tibanga Taratai | 171  |             |                               | élu      |
| Waqa Kirite     | 132  |             |                               | battu    |

### Suites
La nouvelle assemblée se réunit pour la première fois le 5 février. Teatao Teannaki, ancien président de la République, est élu comme Speaker, à la présidence du Parlement. Soutenu par le parti Parti Tobwaan Kiribati (issu de la fusion des partis KTK et Maurin Kiribati), il devance par 26 voix contre 19 le Speaker sortant, et candidat soutenu par le BTK, Taomati Iuta. 
Les députés sélectionnent ensuite, le même jour, les députés qui pourront se présenter à l'élection présidentielle du mois de mars. Taneti Maamau sera le candidat de Tobwaan Kiribati, tandis que Rimeta Beniamina et Tianeti Ioane représenteront tous deux le BTK. La candidature de Taberannang Timeon, également du BTK, n'est pas approuvée par les députés. Taneti Maamau est élu président de la République le 9 mars, avec 60,0 % des voix.
De nombreux députés élus sous l'étiquette du BTK rejoignent alors le parti Tobwaan Kiribati pour siéger avec le gouvernement. Tobwaan Kiribati dispose dès lors de trente-et-un sièges à l'Assemblée, et le BTK n'en a plus que treize.
Waysang Kum Kee, député de Nonouti, meurt en octobre 2016 ; Bonteman Tabera est élu pour lui succéder. Teburoro Tito, député de Tarawa-Sud et ancien président de la République, démissionne en septembre 2017 pour devenir ambassadeur des Kiribati aux Nations unies ; Taoaba Kaiea est élu pour lui succéder. Matiota Kairo, député de Tamana, démissionne en 2018 ; Teekeua Tarati est élu pour lui succéder. Uriam Iabeta, député de Teraina, meurt le 4 juin 2019, mais n'est pas remplacé, la fin de la législature approchant,,.
Le 20 septembre 2019, le gouvernement rompt les relations diplomatiques des Kiribati avec la république de Chine (Taïwan) et reconnaît la république populaire de Chine. Le 27 septembre, l'opposition organise une manifestation de protestation à Tarawa, et le chef de l'opposition, Titabu Tabane, promet de rétablir les relations avec Taïwan s'il remporte l'élection présidentielle début 2020. Lorsque l'Assemblée législative siège le 4 novembre, pour la première fois depuis ce changement d'orientation diplomatique, le gouvernement de Taneti Maamau est privé de majorité parlementaire : Certains de ses députés ont formé un nouveau parti d'opposition, Kiribati d'abord (Kiribati Moa en gilbertin), et le parti Tobwaan Kiribati ne dispose plus que de vingt sièges sur quarante-six. Le BTK en a treize, et le parti Kiribati d'abord treize également.